# Sinoluperus
Sinoluperus es un género de insecto coleóptero de la familia Chrysomelidae.

## Especies
Las especies de este género:
- Sinoluperus beta Mohamedsaid, 1999
- Sinoluperus subcostatus Gressitt & Kimoto, 1963
- Sinoluperus wuyiensis Yang & Wu in Yang, Wang & Wu, 1998